# Martin B-57 Canberra
Мартін B-57 «Ка́нберра» (англ. Martin B-57 Canberra) — американський тактичний бомбардувальник і розвідник, ліцензійна і допрацьована версія британського бомбардувальника English Electric Canberra. Здійснив свій перший політ 20 липня 1953 року. Серійно вироблявся в 1954-1957 рр. та було збудовано 403 літаки. Поставлявся на експорт в Пакистан і в Тайвань. Застосовувався у В'єтнамській війні.

## Оператори
Пакистан
Китайська Республіка
США
- ВПС США
- НАСА (Три літаки модифікації WB-57 використовуються в наукових цілях)

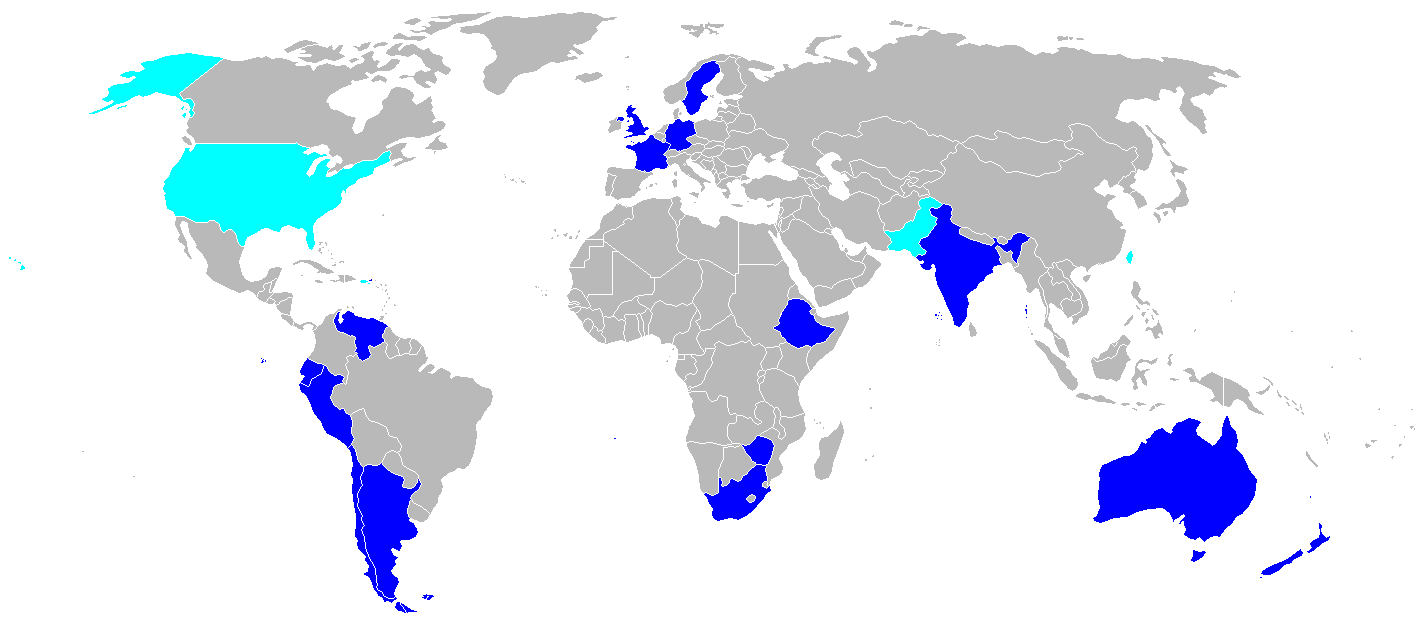
Оператори (синій) і WB-57 (голубий)

## Бойове застосування
B-57 застосовувався у В'єтнамській війні для надання безпосередньої авіаційної підтримки наземних підрозділів у Південному В'єтнамі, а також в операціях над «стежкою Хо Ші Міна» в Лаосі. У другій половині 50-х — початку 60-х років розвідувальна модифікація RB-57D, що відрізнялася крилом збільшеного на 12 м розмаху, використовувалася для висотної розвідки над територією СРСР, Китаю і країн Варшавського договору. Стеля в 17—18 км забезпечила низьку вразливість для засобів ППО того часу, хоча і меншою мірою ніж у розвідників U-2.
Радикальна модифікація RB-57F, з крилом розмахом 37,2 м і чотирма двигунами (2 двоконтурних TF-33, плюс 2 допоміжних J-9 на пілонах під крилом), мала стелю у 22 860 м і дальність польоту 6000 км. За характеристиками літак був близький до U-2, але був важчий і міг брати більше обладнання. Однак, доробка модифікації затягнулася і надходити у стройові частини вона почала тільки в другій половині 60-х, коли вже було ясно, що ракетні комплекси ППО успішно справляються з висотними цілями. У строю залишився тільки U-2, бо в силу менших розмірів він відрізнявся меншою помітністю для радарів, а розвідувальні «Канберри» швидко зійшли зі сцени.
Збитий 7 жовтня 1959 року поблизу Пекіну комплексом С-75 на висоті 20 600 метрів RB-57D тайваньських ВПС став першим літаком у світі, знищеним ЗКР. З метою секретності офіційно було оголошено, що той був збитий літаком-перехоплювачем.

## Тактико-технічні характеристики B-57B

### Технічні характеристики
- Особовий склад: 2 людини
- Довжина: 20,0 м
- Розмах крила: 19,5 м (37,2 м у RB-57F)
- Висота: 4,52 м Площа крила: 89 м²
- Коефіцієнт подовження крила: 4,27
- Маса порожнього: 12,285 кг
- Маса спорядженого: 18,3 кг
- Маса злітна максимальна: 24, 365 кг
- Двигун : 2 × турбореактивних Wright J65-W-5
- Тяга: 32,1 кН
- Коефіцієнт лобового опору за нульової підіймальної сили: 0,0119
- Еквівалентна площа опору: 1,06 м²

### Льотні характеристики
- Максимальна швидкість: 960 км/год (M = 0,79) (на висоті 760 м)
- Крейсерська швидкість: 765 км/год
- Швидкість звалювання: 200 км/год
- Бойовий радіус: 1530 км (з 2380 кг бомб)
- Перегонна відстань: 4380 км
- Практична стеля: 13 745 м (22860 м у RB-57F)
- Швидкопідйомність: 31,4 м/с (1884 м / хв)
- Питоме навантаження на крило: 205 кг/м²
- Аеродинамічна якість літака: 15

### Озброєння
- Гарматне озброєння: 4 × 20 мм гармати M39, боєзапас — 290 снарядів/ствол
- Бойове навантаження: 2000 кг у внутрішньому відсіку, 1300 кг на зовнішній підвісці
- Бомби, НАР